# Bettencourt-Rivière
Bettencourt-Rivière és un municipi francès situat al departament del Somme i a la regió dels Alts de França. L'any 2007 tenia 223 habitants.

## Demografia

### Població

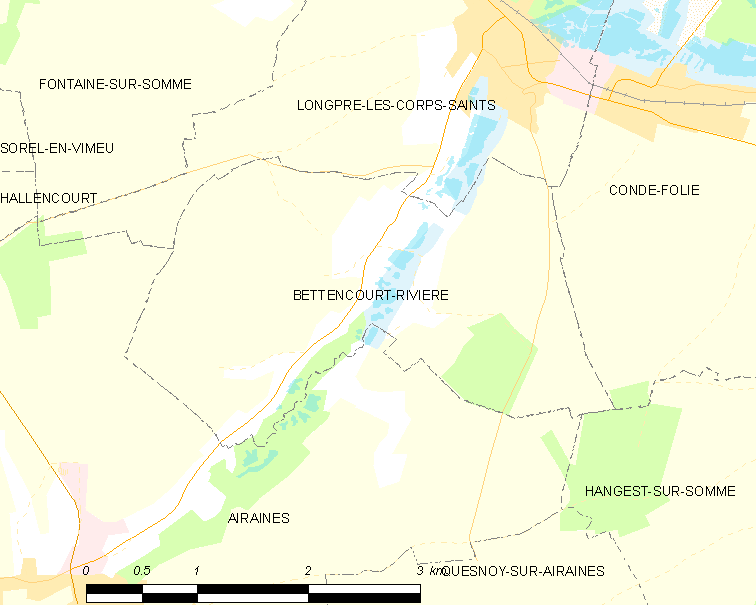
municipi

El 2007 la població de fet de Bettencourt-Rivière era de 223 persones. Hi havia 76 famílies de les quals 12 eren unipersonals (8 homes vivint sols i 4 dones vivint soles), 36 parelles sense fills i 28 parelles amb fills.
La població ha evolucionat segons el següent gràfic:
Habitants censats

### Habitatges
El 2007 hi havia 95 habitatges, 79 eren l'habitatge principal de la família, 10 eren segones residències i 6 estaven desocupats. Tots els 94 habitatges eren cases. Dels 79 habitatges principals, 68 estaven ocupats pels seus propietaris, 10 estaven llogats i ocupats pels llogaters i 1 estava cedit a títol gratuït; 3 tenien dues cambres, 12 en tenien tres, 19 en tenien quatre i 45 en tenien cinc o més. 52 habitatges disposaven pel capbaix d'una plaça de pàrquing. A 31 habitatges hi havia un automòbil i a 40 n'hi havia dos o més.

### Piràmide de població
La piràmide de població per edats i sexe el 2009 era:
| Homes | Edats   | Dones |
| ----- | ------- | ----- |
| 0     | 95 o +  | 0     |
| 0     | 90 a 94 | 0     |
| 0     | 85 a 89 | 0     |
| 0     | 80 a 84 | 4     |
| 4     | 75 a 79 | 4     |
| 8     | 70 a 74 | 4     |
| 4     | 65 a 69 | 8     |
| 8     | 60 a 64 | 4     |
| 0     | 55 a 59 | 8     |
| 16    | 50 a 54 | 8     |
| 12    | 45 a 49 | 4     |
| 4     | 40 a 44 | 0     |
| 4     | 35 a 39 | 4     |
| 20    | 30 a 34 | 12    |
| 8     | 25 a 29 | 12    |
| 4     | 20 a 24 | 4     |
| 12    | 15 a 19 | 0     |
| 8     | 10 a 14 | 8     |
| 12    | 5 a 9   | 8     |
| 16    | 0 a 4   | 12    |

## Economia

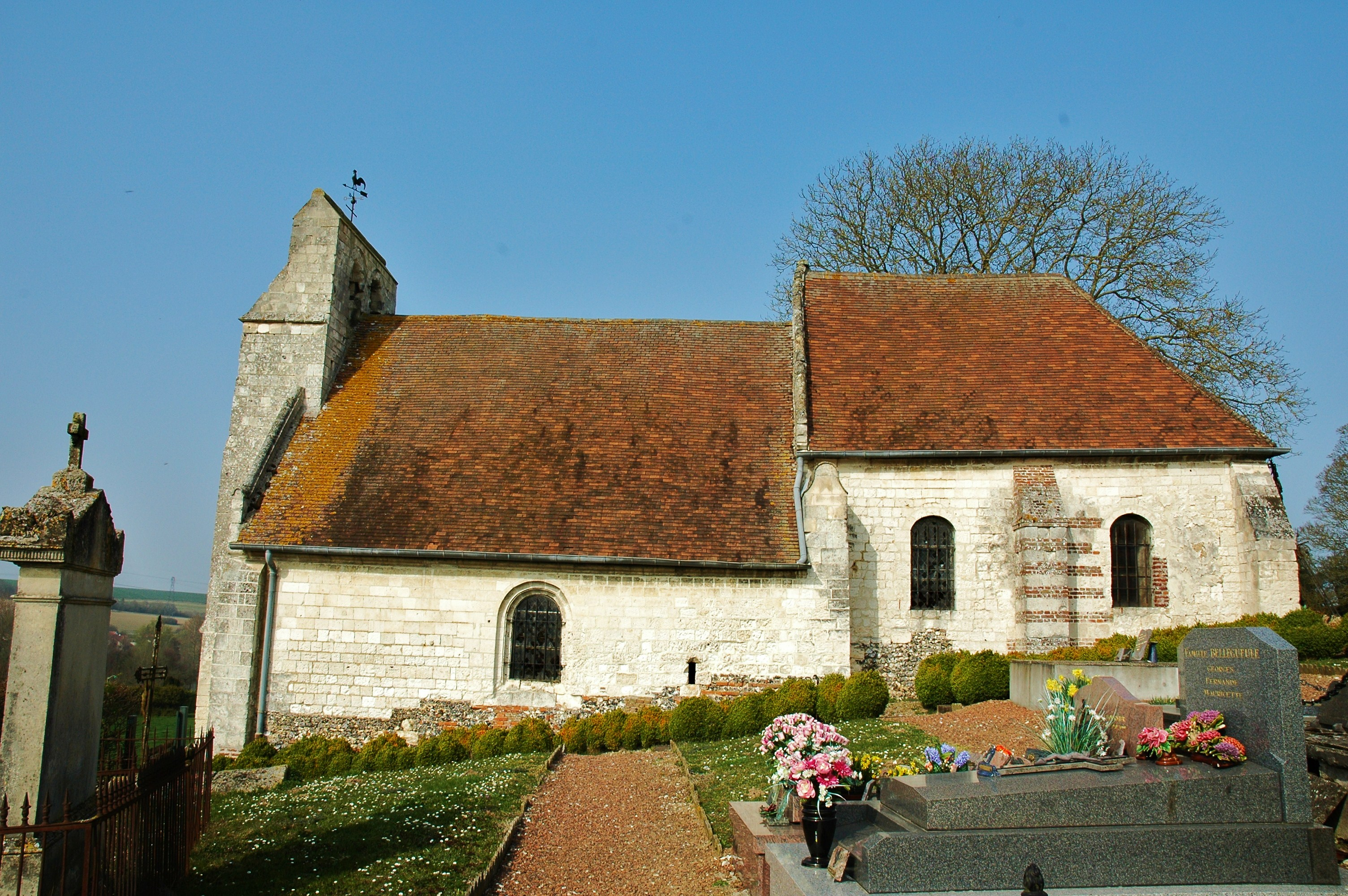

El 2007 la població en edat de treballar era de 144 persones, 87 eren actives i 57 eren inactives. De les 87 persones actives 77 estaven ocupades (41 homes i 36 dones) i 10 estaven aturades (5 homes i 5 dones). De les 57 persones inactives 15 estaven jubilades, 12 estaven estudiant i 30 estaven classificades com a «altres inactius».

### Ingressos
El 2009 a Bettencourt-Rivière hi havia 82 unitats fiscals que integraven 214 persones, la mediana anual d'ingressos fiscals per persona era de 18.991,5 €.

### Activitats econòmiques
Dels 2 establiments que hi havia el 2007, 1 era d'una empresa de construcció i 1 d'una empresa classificada com a «altres activitats de serveis».
Dels 2 establiments de servei als particulars que hi havia el 2009, 1 era una fusteria i 1 perruqueria.
L'any 2000 a Bettencourt-Rivière hi havia 7 explotacions agrícoles que ocupaven un total de 544 hectàrees.

## Poblacions més properes
El següent diagrama mostra les poblacions més properes.